# Jella Veit
Jella Veit (Hamburg, 3 mei 2005) is een voetbalspeelster uit Duitsland. Ze speelt als verdediger voor Eintracht Frankfurt in de Bundesliga.

## Clubcarrière
Veit begon met voetballen bij SV Rugenbergen. Hier speelde ze als enige meisje in een jongensteam. Op veertienjarige leeftijd maakte ze de overstap naar jeugdacademie van Hamburger SV. Met een jeugdelftal kwam ze tien competitiewedstrijden uit in de Noord/Noordoost-divisie van de B-Junioren Bundesliga, waarin ze tweemaal tot scoren kwam.
Voorafgaand aan het seizoen 2021/22 maakte Veit de overstap naar Eintracht Frankfurt, waar ze onderdeel werd van het tweede elftal. Tussen 2021 en 2023 kwam ze 37 competitiewedstrijden in actie in de Tweede Bundesliga. Ook kwam ze in 2022 in actie voor het B-jeugdelftal van de club. In de laatste ronde van het Duitse B-Juniorenkampioenschal verloor Veit van haar oude club Hamburger SV.
In juli 2023 werd Veit overgeheveld naar het eerste elftal van Eintracht Frankfurt. Op 17 september 2023 maakte ze haar debuut in de Bundesliga door in de basis te starten in een 2-0 nederlaag tegen SG Essen-Schönebeck.

## Statistieken
| Seizoen | Club                   | Land      | Competitie        | Wedstrijden | Doelpunten |
| ------- | ---------------------- | --------- | ----------------- | ----------- | ---------- |
| 2021/22 | Eintracht Frankfurt II | Duitsland | Tweede Bundesliga | 17          | 0          |
| 2022/23 | Eintracht Frankfurt II | Duitsland | Tweede Bundesliga | 20          | 1          |
| 2023/24 | Eintracht Frankfurt II | Duitsland | Tweede Bundesliga | 15          | 0          |
| 2024/25 | Eintracht Frankfurt II | Duitsland | Tweede Bundesliga | 2           | 0          |
| 2023/24 | Bayer 04 Leverkusen    | Duitsland | Bundesliga        | 2           | 0          |
| 2024/25 | Bayer 04 Leverkusen    | Duitsland | Bundesliga        | 9           | 0          |
| Totaal  | Totaal                 | Totaal    | Totaal            | 65          | 1          |

Laatste update: 29 maart 2025

## Interlandcarrière
Veit doorliep alle Duitse jeugdelftallen. Ze begon in Duitsland -15 waarvoor ze debuteerde tegen de leeftijdsgenoten van Zwitserland -15 op 23 oktober 2019 in Büsingen am Hochrhein. Voor Duitsland -17 kwam ze 23 wedstrijden in actie en nam ze deel aan het EK 2022. Op dit eindtoernooi kwam Veit alle wedstrijden in actie en werd ze met haar land Europees kampioen. Daardoor mocht het land ook deelnemen aan het WK -17, waar het op de vierde plaats eindigde.
Op 18 februari 2023 debuteerde Veit voor Duitsland -19 in een wedstrijd tegen Italië -19. Met dit jeugdelftal kwam ze uit op het EK 2023 in België. In de halve finale tegen Frankrijk maakte Veit haar eerste interlanddoelpunt voor Duitsland -19 en hielp ze haar land aan het bereiken van de finale. Deze ging na penalty's verloren tegen Spanje.